# La desconocida (telenovela)
La desconocida es una telenovela mexicana producida en 1963 para Telesistema Mexicano, dirigida por Antulio Jiménez Pons. Protagonizada por María Rivas y Aldo Monti, con Guillermo Zetina y Josefina Escobedo como los villanos de la historia.  

## Resumen
La historia se desarrolla en Europa en la Segunda Guerra Mundial. Diana Harding (María Rivas) es hija de una pareja adinerada que está enamorada de Hugo (Aldo Monti). Carlos (Guillermo Zetina) el villano, está interesado en hacerse con la fortuna de Diana por lo que busca la forma de casarse con ella. Durante una redada con bombas, Diana huye de su casa hacia un refugio, pero en el camino, se pierde durante una explosión, se lastima y sufre de amnesia. Carlos la encuentra y con la ayuda de la malvada Isabel (Josefina Escobedo). Él finge ser su prometido y se casa con ella, haciéndole la vida imposible. Diana después de algunos años recupera su memoria, abandona a Carlos y se queda feliz para siempre con Hugo.

## Reparto
- María Rivas .... Diana Harding
- Aldo Monti .... Hugo
- Guillermo Zetina .... Carlos Fowlwe
- Josefina Escobedo .... Isabel
- Raúl Meraz .... Guillermo Marshall
- Nicolás Rodríguez ....
- Marta Zamora .... Juana
- Pituka de Foronda .... Rosie
- Carlos Ancira .... Doctor Greene
- Enrique Becker .... Eduardo
- Alejandro Anderson .... Jorge